# Amplituhedron
Das Amplituhedron ist eine hochdimensionale geometrische Struktur, die in Bereichen der Quantenfeldtheorie über deren Geometrisierung zu einer stark vereinfachten Berechnung führt. Sie wird seit 2013 erforscht von einer Gruppe um Nima Arkani-Hamed.

## Hintergrund

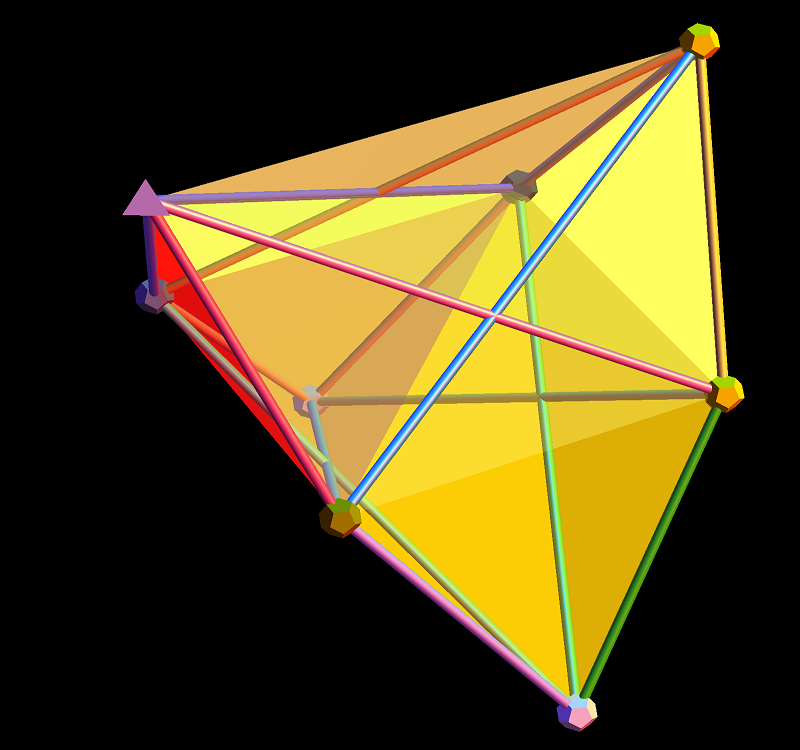
Projektion einer (simplifizierten) 7-dimensionalen Amplituhedron-Struktur

Mathematisch handelt es sich um eine Verallgemeinerung einer positiven Graßmann-Mannigfaltigkeit {\displaystyle Gr(k,n)} – diese stellt einen {\displaystyle k}-dimensionalen Raumbereich in einem übergeordneten, {\displaystyle n}-dimensionalen Raum dar. Wobei die Grundstruktur des Amplituhedrons nicht auf Dreiecken, sondern beliebigen Polygonen basieren kann. Der Begriff Amplituhedron bezeichnet, dass Wahrscheinlichkeits-Amplituden auch räumlich, nämlich Polyeder-förmig (engl. Polyhedron) repräsentiert werden können. Aufgrund seiner Facettenstruktur und möglichen Bedeutung wird es populärwissenschaftlich auch mit einem Juwel verglichen.
Bei Teilchenkollisionen, wie sie z. B. in einem Teilchenbeschleuniger stattfinden, können zahlreiche Kombinationen neuer Teilchen entstehen. Deren Wahrscheinlichkeiten werden aus den zugehörigen Streuamplituden berechnet. Die Berechnung gestaltet sich mit zunehmender Partikelzahl jedoch als äußerst aufwendig. Bereits eine gewöhnliche Gluonenkollision ist nur über mehrere hundert Feynman-Diagramme oder tausende Rechenterme lösbar. Eine überraschende Erkenntnis ist, dass die Wahrscheinlichkeit eines Streuprozesses gleich dem vergleichsweise einfach bestimmbaren ({\displaystyle k}-dimensionalen) Volumen eines bestimmten Amplituhedrons ist. Dimensionalität und Form der spezifischen Amplituhedra korrespondieren mit der Anzahl und den Eigenschaften der beteiligten Teilchen (etwa deren Helizität).
Damit stellt das Amplituhedron als geometrischer Körper eine duale Formulierung zu quantenfeldtheoretischen Prozessen dar. Bislang gilt dies nur in einer idealisierten Theorie, der supersymmetrischen Yang-Mills-Theorie.

## Konsequenzen
Eine generalisierte Bestätigung der Amplituhedron-Theorie hätte tiefgreifende Konsequenzen für das Weltbild der Physik. Die als fundamental angesehenen Konzepte Lokalität und Unitarität wären demnach lediglich emergente Phänomene. Das heißt, auf tieferer Ebene wäre weder eine Raumzeit notwendig, noch müssten sich Wahrscheinlichkeiten zu 1 summieren. Dies könnte den Weg frei machen für die Entwicklung einer Quantengravitation. In der Theorie repräsentiert ein unendlichseitiges Amplituhedron in seinen Subräumen die Gesamtheit aller Amplituden aller physikalischen Prozesse.